# Il pozzo (film 1991)
Il pozzo (Kaivo) è un film del 1992 diretto da Pekka Lehto.